# Bulbophyllum apoense
Bulbophyllum apoense é uma espécie de orquídea (família Orchidaceae) pertencente ao gênero Bulbophyllum. Foi descrita por André Schuiteman e de Vogel em 2003.